# Nouri Pacha
Nouri Pacha (en turc : Nuri Paşa), également connu sous le nom de Nouri Killigil (1889-1949), est un général de l'armée ottomane durant la guerre italo-turque et la Première Guerre mondiale. Il est le frère du ministre ottoman de la Guerre, Enver Pacha.

## Biographie
Il s'illustre notamment lors de la Première Guerre mondiale sur le théâtre d'Afrique du Nord où il commande en Libye les troupes ottomanes avant d'être rappelé sur le front du Caucase et de participer à la bataille de Bakou en août-septembre 1918, parvenant à repousser les Soviéto-Britanniques hors de la ville.
En 1941, il rencontre Franz von Papen, l'ambassadeur de l'Allemagne nazie à Ankara, dans le but de renouveler le soutien allemand à la cause panturquiste. Par la suite, il contribue à créer la Légion du Turkestan (en) au sein de la Wehrmacht. Il tente vainement d'obtenir une reconnaissance officielle de l'indépendance de l'Azerbaïdjan de la part de l'Allemagne nazie.
Le 2 mars 1949, vers 17 h 10, il meurt dans son usine, tué par une explosion criminelle, avec une vingtaine d'autres personnes.